# Supersonic Man
Supersonic Man ist ein spanischer Science-Fiction-Film von Juan Piquer Simón aus dem Jahr 1979.

## Handlung
Der größenwahnsinnige Dr. Gulik lässt den Wissenschaftler Professor Borgen entführen, da er ihm die Formel für einen Superlaser entlocken will. Borgen jedoch weigert sich, mit Gulik zu kooperieren. Unterdessen wurde der Superheld Supersonicman reaktiviert und auf die Erde geschickt, um die Menschheit zu retten. Supersonicman führt auf der Erde als Privatermittler Paul ein unscheinbares Leben. Er erfährt aus den Nachrichten von der Entführung Borgens und rettet dessen Tochter Patricia vor den Männern Guliks. Obwohl Paul in der Folgezeit mehrfach von Guliks Männern überwältigt wird, kann er sich stets nach der Verwandlung in Supersonicman retten.
Gulik plant unterdessen die Weltherrschaft. Dazu fehlt ihm nur noch eine Ladung Iridium, die sein Handlanger Peterson stiehlt. Erneut soll Patricia entführt werden, um Borgen gefügig zu machen, doch kann Supersonicman sie erneut retten. Gulik kommt in den Besitz der letzten Iridiumdosis und droht nun, New York City auszulöschen. Er fordert Supersonicman auf, sich zu ihm zu begeben. Um ihm einen Vorgeschmack auf seine Kraft zu geben, sprengt Gulik eine Pazifikinsel in die Luft. Supersonicman begibt sich zu Gulik, der ihn mit Schallwellen schachmatt setzt. Borgen kann die Wellen unterbrechen und Supersonicman gelangt wieder zu Kräften. Er rettet Borgen, der von Guliks Männer niedergeschossen wurde, und bringt ihn ins Krankenhaus. Anschließend verfolgt er Gulik, der per Raumschiff flieht, und tötet ihn. Nach Rettung der Erde kehrt Supersonicman in Gestalt von Paul zu Patricia zurück, die Borgen im Krankenhaus besucht. Seine Mission ist vorbei und er soll ins All zurückkehren, wirft seine Verwandlungsuhr jedoch weg, um bei Patricia auf der Erde zu bleiben.

## Produktion
Supersonic Man wurde im November 1979 auf dem Paris Festival of Fantastic Films veröffentlicht. In Spanien erschien der Film am 20. Mai 1980, in der Bundesrepublik am 6. Februar 1980 in den Kinos. Am 31. März 2006 erschien der Film in Deutschland, in einer limitierten Sammleredition, auf DVD. Am 31. Juli 2015 war Supersonic Man im Rahmen der Reihe Die schlechtesten Filme aller Zeiten (SchleFaZ) auf Tele 5 im deutschen Fernsehen zu sehen, wobei er von Oliver Kalkofe und Peter Rütten kommentiert wurde. Alternativ wird er auch unter dem kürzeren Titel Sonicman geführt.

## Kritik
Das Lexikon des internationalen Films bewertete den Film als ein „[p]hantasiearmes und reichlich dilettantisches Superman-Plagiat“, gefüllt mit „plattesten Klischees und Feindbildern“.